# Habari járás
A Habari járás (oroszul Хабарский район) Oroszország egyik járása az Altaji határterületen. Székhelye Habari.

A Habari járás az Altaji határterületen

## Népesség
- 1989-ben 29 498 lakosa volt.
- 2002-ben 19 913 lakosa volt.
- 2010-ben 16 431 lakosa volt.